# The Rack (album Asphyx)
The Rack, uitgegeven in 1991, is het eerste studioalbum van de Nederlandse death metal band Asphyx.

## Bezetting
- Martin van Drunen - Zang, bass
- Eric Daniels - Gitaar
- Bob Bagchus - Drums

## Nummers
1. The Quest of Absurdity - 1:21
2. Vermin - 4:02
3. Diaboolical Existence 3:55
4. Evocation - 5:31
5. Wasteland of Terror - 2:16
6. The Sickening Dwell - 4:15
7. Ode to a Nameless grave - 2:55
8. Pages in Blood  - 4:08
9. The Rack - 9:06